# No te quiero nada
"No te quiero nada" é uma canção da dupla americana de música pop Ha*Ash. Foi lançado pela Sony Music Latin em 8 de julho de 2008 como single. É o primeiro single do seu álbum de estúdio Habitación Doble (2008).

## Composição e desempenho comercial
Foi lançado oficialmente como o primeiro single do seu álbum de estúdio Habitación Doble em 8 de julho de 2011. "No te quiero nada" foi escrito e produziu por Áureo Baqueiro. A canção atingiu a primeira posição da mais ouvida nas rádios do México.

## Vídeo musical
O vídeo musical de "No te quiero nada" foi lançado em 25 de outubro de 2009 na plataforma YouTube no canal oficial de Ha*Ash. Em 01 de agosto de 2011 foi lançado o vídeo ao vivo da música incluída no DVD do álbum A Tiempo. Em 2012, uma versão ao vivo foi regravada, desta vez em concerto e integrada na edição especial desse álbum.

### Versão En vivo
O videoclipe gravado para o álbum ao vivo En vivo, foi lançado em 6 de  dezembro  de 2019. O vídeo foi filmado em Auditório Nacional em Cidade do México, no dia 11 de novembro de 2018.

## Desempenho nas tabelas musicais
| Tabela musical (2008)              | Maior posição |
| ---------------------------------- | ------------- |
| Estados Unidos - (Latin Airplay)   | 6             |
| Estados Unidos - (Hot Latin Songs) | 14            |
| Estados Unidos - (Latin Pop Songs) | 14            |
| Espanha - (Spanish Charts)         | 50            |
| México - (Monitor Latino)          | 1             |
| México - (Mexico Espanol Airplay)  | 31            |

## Prêmios
| Ano  | Cerimônia                    | Nomeação            | Resultado |
| ---- | ---------------------------- | ------------------- | --------- |
| 2009 | ASCAP                        | Canção do ano       | Venceu    |
| 2009 | Premios Dial                 | O melhor da Espanha | Venceu    |
| 2009 | Billboard Latin Music Awards | Canção favorito     | Indicado  |

## VersãoPrimera fila: Hecho Realidad
"No Te Quiero Nada" é o quinto single do álbum ao vivo Primera Fila: Hecho Realidad da dupla americana Ha*Ash com o cantor argentino Axel. O single foi lançado oficialmente em 15 de setembro de 2015. A faixa alcançou o primeiro lugar no Monitor Latino no México. A música foi certificada em ouro no México.
O vídeo musical de "No te quiero nada" foi filmado na Lake Charles, Luisiana e dirigido pelo produtor Nahuel Lerena e foi lançado em 1 de  maio de 2015 na plataforma YouTube no canal oficial de Ha*Ash. O vídeo mostra as irmãs tocando a música ao vivo na frente de um público.

### Desempenho nas tabelas musicais
| Chart (2015)                     | Maior posição |
| -------------------------------- | ------------- |
| México - (Monitor Latino)        | 1             |
| México - (Monitor Latino Top 20) | 1             |

### Vendas e certificações
| Região | Certificação | Vendas/distribuição |
| --- | ------------ | ------------------- |
| México (AMPROFON) | Platina      | 60,000 ^            |
| *vendas baseadas apenas na certificação ^distribuições baseadas apenas na certificação ‡dados de streaming baseados somente em certificação |              |                     |